# Донские казаки в культуре

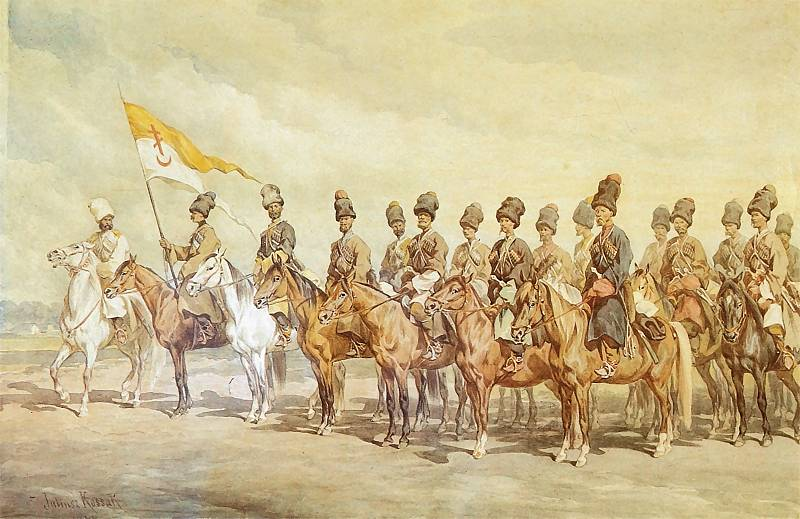
Ю. Коссак. Донские казаки. 1877

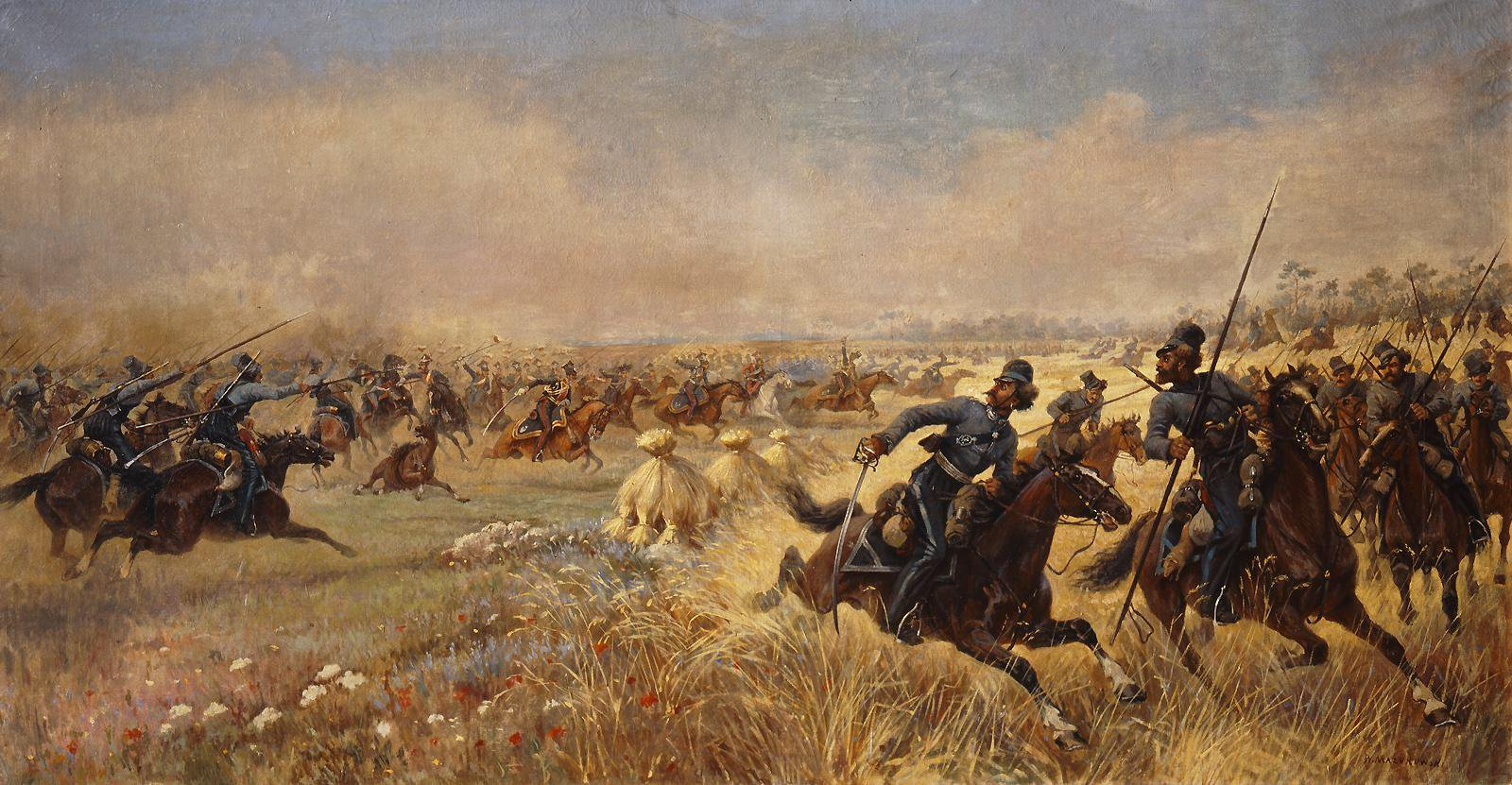
Картина В. В. Мазуровского «Дело казаков Платова под Миром 9 июля 1812 г.», 1912 год. Холст, масло

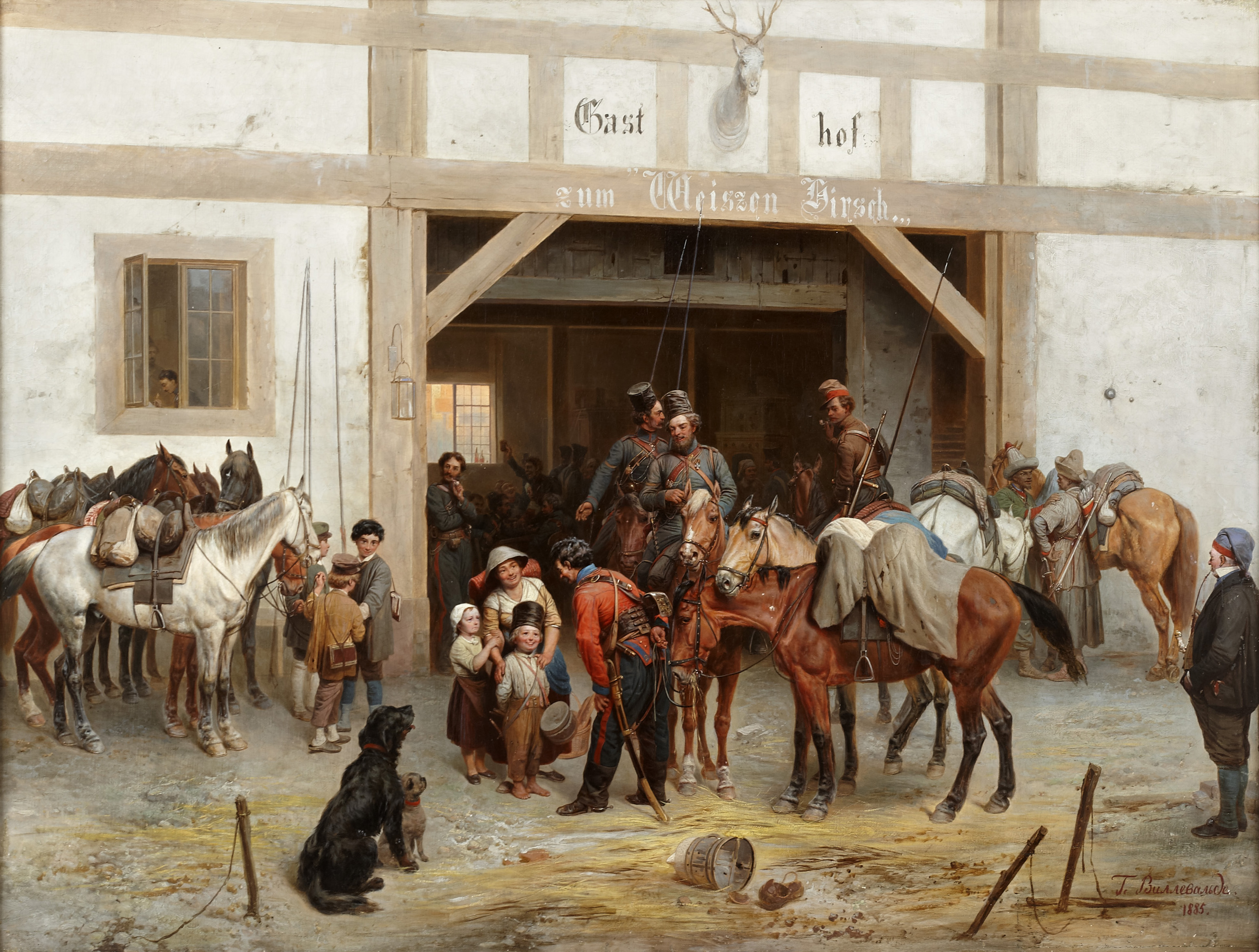
Картина Б. П. Виллевальде «Казаки в Бауцене», 1885

## Упоминание в мировой литературе
Исследования по культуре донского казачества зарубежных и отечественных авторов. 

## В литературе

### Литераторы
- Учёный-энциклопедист Петер Симон Паллас (1741—1811)
- Генерал Константин Христофорович Бенкендорф (1785—1828).
- Генерал Кристоф Герман Манштейн (1711—1757).
- Историк Андрей Карлович Шторх (1766 — 1835).
- Публицист Иван Иванович Краснов (1802—1871).
- Переводчик, критик и публицист Платон Николаевич Краснов (1866—1924).
- Прозаик и публицист Пётр Николаевич Краснов (1869—1947).
- Прозаик и публицист Фёдор Дмитриевич Крюков (1870—1920).
- Поэт Николай Николаевич Туроверов (1899—1972).
- Критик Лев Александрович Аннинский (1934).
- Писатель-бард Борис Александрович Алмазов (1944).[1]
- Прозаик Александр Владимирович Карасёв (1971).[2]

### Произведения о донских казаках
Всемирную известность получил в XX веке роман «Тихий Дон»., английский перевод которого появился уже в 1934 году, а в 1965 году за этот роман Шолохову была присуждена Нобелевская премия по литературе с формулировкой «За художественную силу и цельность эпоса о донском казачестве в переломное для России время».

## В музыке
Прежде всего это целый ряд казачьих хоров, как в России, так и за рубежом. Наиболее известны:
- «Казачий круг»
- Хор донских казаков Сергея Жарова
- Хор донских казаков Атамана Платова под управлением Николая Кострюкова
- «Bolschoi Don Kosaken» (Вена)[5]
- Муниципальный ансамбль «Донское сияние» Архивная копия от 2 декабря 2019 на Wayback Machine (Вёшенская)

## В кинематографе
Выдающимся произведением киноискусства о донском казачестве является фильм Сергея Аполлинариевича Герасимова «Тихий Дон» (1958).

Когда шёл герасимовский «Тихий Дон», в моём родном Урюпинске очередь стояла в два с половиной километра. Потому что для нас «Тихий Дон» — это та родина, которой нас лишили.
— Б. А. Алмазов
О донских казаках также сняты фильмы:
- «Понизовая вольница» (1908) — реж. Владимир Ромашков
- «Тихий Дон» (СССР, 1930) — реж. Ольга Преображенская, Иван Правов
- «Степан Разин» (СССР, 1939) — реж. Иван Правов, Ольга Преображенская
- «Тихий Дон» (фильм, 1958)
- «Нахалёнок» (СССР, 1961) — реж. Евгений Карелов
- «Когда казаки плачут» (СССР, 1963) — реж. Евгений Моргунов
- «Дикое поле» (СССР, 1991) — реж. Николай Гусаров
- «Ермак» (СССР−Россия, 1986−1996) — реж. Валерий Усков, Владимир Краснопольский
- «Казачья быль» (Россия, 1999) — реж. Николай Гусаров
- «Степан Разин» (Россия, 2009) — реж. Дмитрий Месхиев (не закончен)
- Тихий Дон (телесериал, 2015)